# Зодіак: знаки Апокаліпсису
Зодіак: знаки Апокаліпсису (Zodiac: Signs of the Apocalypse) — канадський науково-фантастичний телефільм-катастрофа 2014 року, знятий для «Syfy».

## Про фільм
Археологи розкопують 2000-річну астрологічну кімнату в перуанській шахті, глобальні катаклізми починають руйнувати земну кулю. Відбуваються вибухові метеорні шторми, цунамі, грози, лавові гейзери та гігантські водяні свердловини всюди. Кожне лихо відповідає певному знаку зодіака. Артефакт, знайдений під час розкопок, потрапляє в чужі руки урядового агентства, яке ліквідує свідків, щоб приховати таємницю.
Розлучений професор університету, його син і двоє вчених змагаються з часом і убивствами, щоб розшифрувати символи на артефакті — як передбачення приходу Нібіру, міфічної дев'ятої планети, яка — як вважають — принесе Апокаліпсис — коли вона перекриє Сонце.
Вчені розуміють, що єдиний спосіб запобігти непоправному світу — відновити об'єкт і повернути його на законне місце, вимкнувши машину Армагеддону стародавньої цивілізації

## Знімались
| Актор           | Роль                |
| --------------- | ------------------- |
| Джоель Гретч    | професор Ніл Мартін |
| Емілі Нолмс     | Кетрін Кін          |
| Рейлі Долман    | Колін Матрін        |
| Андреа Брукс    | Софі                |
| Бен Коттон      | Марті               |
| Крістофер Ллойд | Гаррі               |